# Jodhpur
För andra betydelser, se Jodhpur (olika betydelser).
Jodhpur är en stad i nordvästra Indien, belägen cirka 400 kilometer norr om Ahmedabad, vid Lunifloden. Den är administrativ huvudort för distriktet Jodhpur i delstaten Rajasthan och har lite mer än 1 miljon invånare. Den var huvudstad i den största vasallstaten i Rajputana, Brittiska Indien.  
Centrala Jodhpur är omgiven av en mur och har ett starkt citadell som innesluter maharadjans palats. Cirka 8 km längre norrut ligger ruinerna av den forna, 1459 övergivna, huvudstaden Mandore.
Jodhpur är känt för sina blåa hus som omger fortet i staden. En klar majoritet av husen runt fortet är helt blåmålade.